# Lasiodermina ramosa
Lasiodermina ramosa is een keversoort uit de familie klopkevers (Anobiidae). De wetenschappelijke naam van de soort is voor het eerst geldig gepubliceerd in 1966 door Español.